# Zsigmond Barász
Zsigmond Barász (1 de gener de 1878 - 28 de maig de 1935, Budapest) fou un jugador d'escacs hongarès, un cop campió absolut d'Hongria.

## Resultats destacats en competició
El 1906 fou 2n, rere Zoltán von Balla al I Campionat d'escacs d'Hongria, a Győr (va perdre (0.5 : 2.5) el matx amb von Balla; i fou 9è al torneig de Budapest (campió:Leó Forgács); el 1907 empatà amb Forgács al 1r-2n lloc al II Campionat d'Escacs d'Hongria a Budapest, i fou 4t a Székesfehérvár (campió:Forgács).
El 1909 guanyà a Budapest; el 1911 guanyà, ex aequo amb von Balla el III Campionat d'escacs d'Hongria. El 1912 empatà als llocs 13è-14è a Bad Pistyan (campió:Akiba Rubinstein), empatà als llocs 8è-11è a Breslau (18è DSB Congress (campions: Rubinstein i Oldřich Duras), i empatà als llocs 7è-8è al IV Campionat d'Hongria a Temesvár (campió: Gyula Breyer). El 1913 fou 11è a Budapest (campió:Rudolf Spielmann), i fou 5è al V Campionat d'Hongria a Debrecen (campió: Lajos Asztalos). El 1917 empatà al 2n-3r llocs amb Károly Sterk, rere Breyer, a Budapest.